# Philippe Monneron
Philippe Monneron, né en 1957, est un ancien joueur international français de handball évoluant au poste d'arrière.
Il se révèle à l'ES Saint-Martin-d'Hères où il atteint la finale de la Coupe de France en 1978 et avec lequel il est meilleur buteur du Championnat de France trois saisons de suite.
Il rejoint ensuite en 1981 le Stade Marseillais UC de Daniel Costantini avec lequel il devient Champion de France en 1984.
Enfin, il rejoint le Villeurbanne Handball Club en 1986.

## Palmarès

### En club
- Vainqueur du Championnat de France (1) : 1984 (avec le SMUC)
  - Finaliste en 1983 (avec le SMUC)
- Finaliste de la Coupe de France (1) : 1978 (avec l'ES Saint-Martin-d'Hères)

### Distinctions
- Meilleur buteur du Championnat de France (3) : 1978-1979 (139 buts), 1979-1980 (136 buts) et 1980-1981 (116 buts)